# Błonie (Dąbrówka)
Błonie – część wsi Dąbrówka w Polsce, położona w województwie małopolskim, w powiecie bocheńskim, w gminie Rzezawa.
W latach 1975–1998 Błonie należały administracyjnie do województwa tarnowskiego.